# بعذران
بعذران (به عربی: بعذران) یک منطقهٔ مسکونی در لبنان است که در استان جبل لبنان واقع شده‌است.